# Eulagius
Eulagius es un género de coleóptero de la familia Mycetophagidae.

## Especies
Las especies de este género son:
- Eulagius chinensis
- Eulagius dentatus
- Eulagius filicornis
- Eulagius lewisi
- Eulagius ussuriensis